# Natsagsürengiin Zolboo
Natsagsürengiin Zolboo (14 de diciembre de 1990) es un luchador mongol de lucha libre. Participó en Campeonato Mundial de 2011 consiguiendo la 16.ª posición. Obtuvo tres medallas en campeonatos asiáticos, de plata en 2014.